# Juan Gerson
Juan Gerson o Jean-Charlier Gerson (Rethel, 14 de diciembre de 1363 - Lyon, 12 de julio de 1429) fue un teólogo y filósofo francés.

## Biografía
El llamado Doctor christianissimus estudió en el colegio de Navarra en París y se doctoró en teología en 1393. Ya conocido y apreciado, sucedió en 1395 en el cargo de canciller de la universidad de París a Pierre d'Ailly, mostrando una particular energía. Tras el asesinato del duque de Orleans en 1408, acusó al duque de Borgoña, autor del atentado, e hizo condenar a Jean Petit, su defensor. Su firmeza se manifestó también en relación con la Iglesia: aun cuando era intransigente con las doctrinas consideradas heréticas, como hizo en el Concilio de Pisa y en el de Constanza, en el cual contribuyó a la condena a muerte de Jan Hus y de Jerónimo de Praga, sostuvo con fuerza los derechos a la autonomía de la iglesia galicana, combatió toda relajación de las costumbres eclesiásticas, reivindicó la superioridad del poder del concilio de los obispos respecto al del Papa y se empeñó en poner fin al Cisma de Occidente.
Participó en el juicio por herejía de la mística beguina y poetisa Margarita Porete, quemada viva en la hoguera en el año 1310 por la publicación de su libro El espejo de las almas simples.
Tras el concilio de Constanza no pudo volver a Francia, a causa de los desórdenes que se produjeron, y se retiró a Baviera. Durante este exilio, compuso las Consolaciones de la teología, obra en cuatro libros. Dos años después pudo volver a Francia pero no tomó parte en ningún asunto público y se retiró al convento lionés de los Celestinos, escribiendo y enseñando.
	Se le enumera entre los probables autores de la Imitación de Cristo.

## Teología
Como teólogo, intentó elaborar una teología mística que se oponía a la teología escolástica. Personaje de transición entre la Edad Media y el Renacimiento, buscó un acuerdo entre formalistas y terministas, reprochó a Duns Scoto y a Juan de Ripa que multiplicaran las esencias e introdujeran en la noción de Dios, formas metafísicas y razones ideales, de tal manera que el Dios resultante es una construcción intelectual arbitraria. Rechazó también la identificación platónica de Dios con el Bien o con una naturaleza neoplatónicamente necesaria, reivindicando el primado de la voluntad y de la libertad divina, esencial, a su juicio, en el cristianismo, ya que tal primado de la voluntad divina anula cualquier certeza demostrativa en relación con Él.
Su teología es al mismo tiempo negativa y mística: sigue a san Agustín y al Pseudo Dionisio, Bernardo de Claraval y Ricardo de San Víctor; esta teología es un estudio sistemático de las experiencias contemplativas que él llama Scientia experimentalis.

## Obras

Opera omnia, 1706

Críticos como Roberto Bellarmino, Jean Mabillon, Jean-Baptiste-Modeste Gence le atribuye la Imitación de Cristo. Su Consolation , escrita en francés, ofrece en efecto una gran analogía, según el Diccionario Bouillet, con este escrito célebre.
- Cinquante-Cinq Sermons et Discours en francés. 1389-1413
- Seize Sermons prêchés devant la cour. 1389-1397
- La Montagne de contemplation. 1397
- De restitutione obedientiae. 1400
- Trente Sermons prêchés en paroisse. 1401-1404
- Contra vanam curiositatem in negotio fidei. 1402
- Neuf Discours ou Sermons de doctrine. 1404-1413
- Vivax Rex, Veniat Pax. 1413
- Consolatio theologiae. 1414-1419
- De auferibilitate papae ab Ecclesia. 1417
- Opera omnia. Olms, Hildesheim 1987

1. Opera dogmatica de religione et fide. ISBN 3-487-07771-X
2. Quae ad ecclesiasticam et disciplinam pertinent. ISBN 3-487-07772-8
3. Opera moralia. ISBN 3-487-07773-6
4. Exegetica et miscellane. ISBN 3-487-07774-4
5. Monumenta omnia quae spectant ad condemnationem. ISBN 3-487-07775-2

- Tratados póstumos, publicados en 1492: La mendicité spirituelle, Le Triparti, Le Dialogue spirituel, la Médecine de l'âme, Examen de conscience et la confession, Art de bien vivre et de bien mourir, A.B.C. des gens simples, Parlement secret de l'homme contemplatif à son âme, Vision.